# Fabrice Calligny
Fabrice Calligny, né le 7 novembre 1981 à Fort-de-France, est un athlète français spécialiste du sprint.

## Biographie
Champion d'Europe juniors 1999 puis deuxième du 4 x 100 mètres aux Championnats du monde juniors 2000, Fabrice Calligny est considéré alors comme le meilleur junior européen. Victime de blessures à répétition et de lassitude, il met sa carrière entre parenthèses et ne reprend l'entrainement intensif qu'en 2005.
En 2006, Fabrice Calligny remporte la médaille de bronze du relais 4 × 100 mètres lors des Championnats d'Europe, aux côtés de Oudéré Kankarafou, Ronald Pognon et David Alerte.

### Palmarès
| Date | Compétition                   | Lieu              | Résultat | Épreuve   | Performance |
| ---- | ----------------------------- | ----------------- | -------- | --------- | ----------- |
| 1999 | Championnats d'Europe juniors | Riga              | 1er      | 100 m     | 10 s 34     |
| 1999 | Championnats d'Europe juniors | Riga              | 1er      | 4 × 100 m | 39 s 49     |
| 2000 | Championnats du monde juniors | Santiago du Chili | 2e       | 4 × 100 m | 39 s 33     |
| 2001 | Championnats d'Europe espoirs | Amsterdam         | 2e       | 100 m     | 10 s 40     |
| 2003 | Championnats d'Europe espoirs | Bydgoszcz         | 3e       | 100 m     | 10 s 34     |
| 2003 | Championnats d'Europe espoirs | Bydgoszcz         | 2e       | 4 × 100 m | 39 s 38     |
| 2006 | Championnats d'Europe         | Göteborg          | 3e       | 4 × 100 m | 39 s 07     |
| 2006 | Coupe du monde des nations    | Athènes           | 7e       | 4 × 100 m | 39 s 67     |